# إلين بورستين
إلين بورستين (بالإنجليزية: Ellen Burstyn)‏ مواليد 7 ديسمبر 1932 في ديترويت، ميشيغان، الولايات المتحدة، هي ممثلة أمريكية بدأت مسيرتها الفنية عام 1958. كما أنها من الفائزات بجوائز الأوسكار وجائزة غولدن غلوب.

## قائمة الأعمال

### الأفلام
- (1971) آخر عرض صور
- (1973) طارد الأرواح الشريرة
- (1974) أليس لم تعد تعيش هنا
- (1974) هاري وتونتو
- (1986) فعل انتقامي
- (1998) اللعب عن ظهر قلب[8]
- (2000) مرثية حلم[9]
- (2002) التنين الأحمر[10][11]
- (2006) الرجل الغصن[12]
- (2006) النافورة
- (2008) دبليو
- (2014) بين النجوم
- (2014) عندما كانت مارني هناك[13]
- (2015) عصر أدالين[14][15]

### المسلسلات
- أم
- بيت البطاقات

## وصلات خارجية
- الموقع الرسمي
- إلين بورستين على موقع IMDb (الإنجليزية)
- إلين بورستين على موقع الموسوعة البريطانية (الإنجليزية)
- إلين بورستين على موقع روتن توميتوز (الإنجليزية)
- إلين بورستين على موقع مونزينجر (الألمانية)
- إلين بورستين على موقع ألو سيني (الفرنسية)
- إلين بورستين على موقع تيرنر كلاسيك موفيز (الإنجليزية)
- إلين بورستين على موقع أول موفي (الإنجليزية)
- إلين بورستين على موقع قاعدة بيانات برودواي على الإنترنت (الإنجليزية)
- إلين بورستين على موقع قاعدة بيانات الأفلام السويدية (السويدية)
- إلين بورستين على موقع إن إن دي بي (الإنجليزية)
- إلين بورستين at the Internet Off-Broadway Database